# Marcus Aper
Pour les articles homonymes, voir Aper.
Marcus Aper (son gentilice est inconnu) est un orateur latin d'origine gauloise mort v. 85 apr. J.-C.,.

## Biographie
Tout ce que nous savons d'Aper provient du dialogue De Oratoribus de Tacite. Aper y précise qu'il est originaire de Gaule, c'est-à-dire d'une des trois provinces de l'ancienne Gaule chevelue. Sa cité d'origine était peu prestigieuse. Son gentilice est inconnu. Selon Ronald Syme, son gentilice devait être Iulius, ou peut-être Flavius s'il faut le lier au Flavius Aper connu par la correspondance de Pline le Jeune,. Un Iulius Aper est aussi connu dans la famille du sénateur Pompeius Falco.
Aper participe sans doute en 43 à l'expédition de Claude en Bretagne, peut-être comme officier équestre. À Rome, il acquiert un grand renom d'orateur. Il devient alors questeur, sénateur, tribun de la plèbe et préteur. Si pour Ronald Syme, Aper fut questeur avant 48, selon André Chastagnol, c'est seulement sous Néron que Marcus Aper aurait reçu le laticlave et il devint prêteur avant 75. 
Aper est un interlocuteur du dialogue De Oratoribus de Tacite, un ouvrage qui analyse l'évolution de l'éloquence romaine au cours du siècle qui a suivi Cicéron. Contre l'opinion d'un déclin de cette éloquence, Aper affirme que l'art oratoire a évolué et suit l'évolution du goût, qui n'admet plus les lourdeurs et les digressions et préfère les formules brèves et brillantes, l'ornementation du style et l'allure poétique,. Dans le dialogue, Aper occupe une place importante, selon Ronald Syme, son personnage, vigoureux et même agressif, est celui dont le portrait est le plus vivace et le plus complet.
L'Histoire littéraire de la France lui consacre un chapitre.

## Utilisation dans la fiction
Marcus Aper est le personnage principal d'une série de romans policiers écrits par Anne de Leseleuc et se déroulant dans la Rome antique.